# Rwinkona
Rwinkona är ett vattendrag i Burundi.   Det ligger i provinsen Kayanza, i den nordvästra delen av landet, 50 kilometer norr om huvudstaden Bujumbura.
Omgivningarna runt Rwinkona är en mosaik av jordbruksmark och naturlig växtlighet. Runt Rwinkona är det tätbefolkat, med 459 invånare per kvadratkilometer.